# Katastrofa lotnicza nad Hardinsburgiem
Katastrofa nad Hardinsburgiem – zderzenie w powietrzu amerykańskiego samolotu przewożącego dwie bomby atomowe z amerykańskim powietrznym tankowcem, w wyniku którego zginęło 8 osób.

## Historia
15 października 1959 roku dwa samoloty B-52 Stratofortress wystartowały z bazy wojsk lotniczych w Columbus w stanie Missisipi, USA około godz. 1430 czasu miejscowego. Latająca cysterna KC-135 wystartowała z tej samej bazy o 1733. Spotkanie w celu dotankowania obu B-52 wyznaczono w okolicach Hardinsburgu, Kentucky, na wysokości 32 000 stóp (niespełna 11 km). Pogoda była dobra, noc, powietrze czyste, nie było turbulencji. Krótko po zakończeniu tankowania drugiego z pary B-52 doszło do jego kolizji z KC-135. B-52 miał na pokładzie dwie bomby atomowe.
Pilotowi, pilotowi-instruktorowi, nawigatorowi radaru i oficerowi uzbrojenia B-52 udało się opuścić samolot, ale wraz z samolotem roztrzaskali się o ziemię drugi pilot, nawigator, nawigator-instruktor i tylny strzelec pokładowy. Zginęła też cała czteroosobowa załoga cysterny K-135.
Obie bomby znajdujące się w B-52 zostały odnalezione w rozbitym samolocie – według źródeł wojskowych – w stanie nienaruszonym (ang. nuclear weapons were recovered intact), choć potwierdzono, że jedna z nich była częściowo nadpalona. Nie doszło do skażenia.